# XaviX

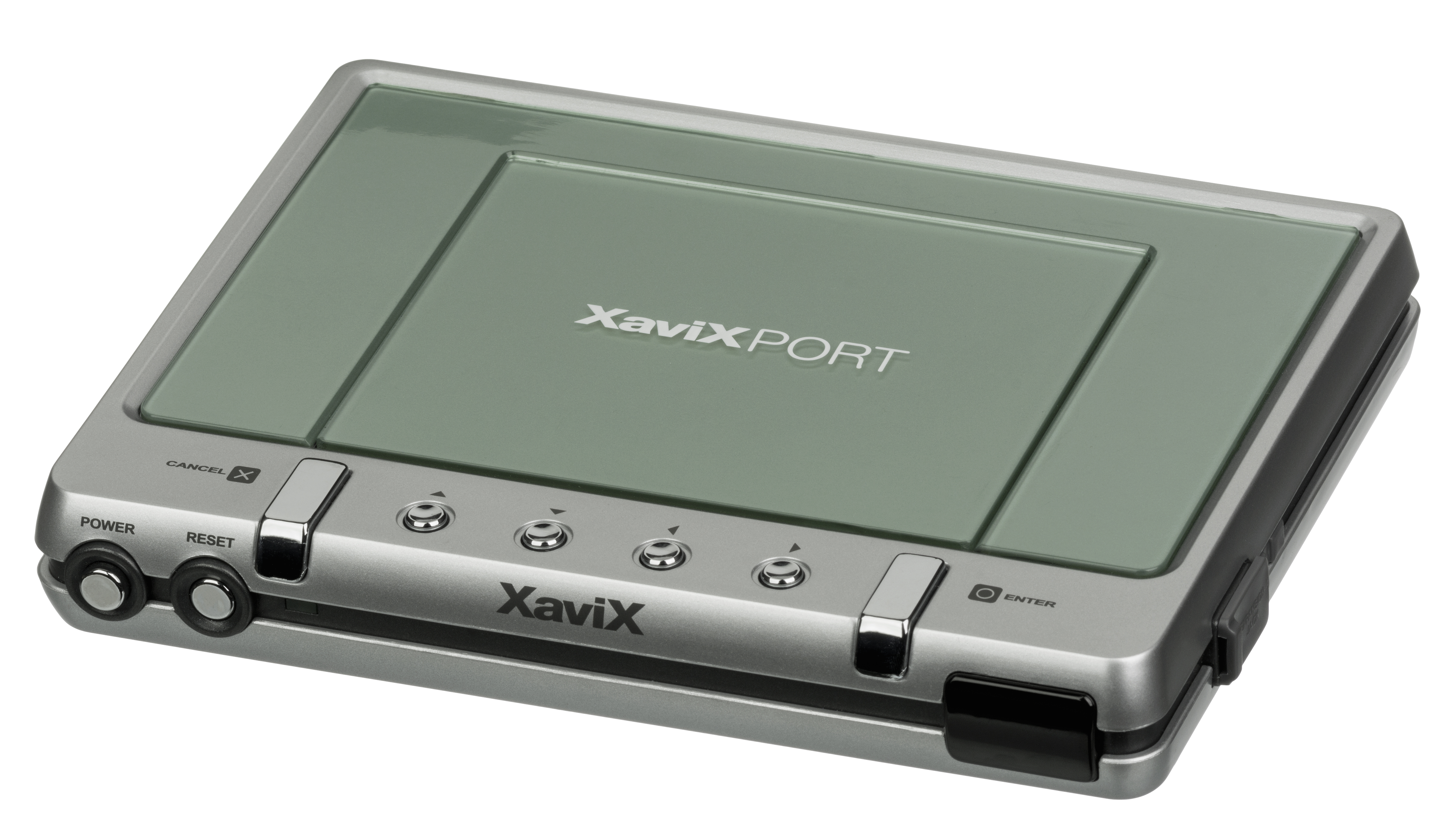
XaviXを採用したフィットネス機器・ゲーム機、XaviXPORT

XaviX（ザビックス）は、新世代株式会社（SSD COMPANY LIMITED）が開発したユニークな技術の総称、あるいはそのコアとなるLSIチップのこと。多くの家庭用体感型玩具（体感ゲーム）に採用されていた。
本稿ではXaviXチップを開発した新世代株式会社（しんせだい）についても解説する。

## 概要
XaviXは、正式にはXaviX Technology（ザビックス・テクノロジー）と言い、LSI技術、ソフトウェア技術、センシング技術などが含まれるが、通常XaviXと記述されている場合、そのコアとなるLSIチップであるXaviXチップのことを指す。XaviXチップは8ビットのCPU（6502カスタム）ながら、コアとなるマイコン、ビデオプロセッサ、オーディオプロセッサ、A/D、D/A変換器、ヒューマンインターフェースI/Oなど、コンピュータに必要とされるすべての要件を4mm角のチップ内に搭載した、ユニークな高速システムLSIと言える。
1997年頃より徐々に米国や日本のおもちゃメーカーの玩具に搭載されはじめ、アプリケーションは200種類以上にのぼる。代表的な製品は、エポック社の「体感ゲーム」シリーズ（2000年～）、タカラから発売されたe-kara、ポピラなどの「PlugIt!」シリーズ（2000年～）、トミーの「テレビで遊び隊」シリーズ（2001年～）、スクウェア・エニックスから発売された『剣神ドラゴンクエスト 甦りし伝説の剣』（2003年）、バンダイの「Let's! TV プレイ」シリーズ（2004年～）、などがあげられる。
代表的な入力インターフェースは、「エキサイトボクシング」や「剣神ドラゴンクエスト」のように赤外線センサーを使用してプレイヤーの動きをとらえるものであるが、「ファミリーマットレ」、「東京フレンドパークⅡ」のようなマット型、「スーパーダッシュボール」、「たまごっちりぞーと」のようなトラックボール型、「ぐるりんワールド」のようなハンドル型、「エキサイトステージ サッカー日本代表チーム」、「デジタルモンスター バトルジャンクション」のようなカードスキャン型、「アンパンマン　かぞくで！育脳マットDX」におけるスティックのような加速度センサー型、音声認識型など多彩なタイプが開発されている。
2004年にはカートリッジ式で複数の体感ゲーム（フィットネス）が楽しめるフィットネス機器『XaviXPORT』も発売されている

## 新世代株式会社
XaviXを開発した新世代株式会社（しんせだい）は、1995年に滋賀県草津市にて設立された会社。元々は滋賀県の隣の京都府京都市にある大手ゲーム会社任天堂にてファミリーコンピュータ、スーパーファミコン、NINTENDO 64などのゲーム機の開発に携わった任天堂製造本部開発第二部の社員十数名らが、世代が進むにつれてどんどんマニア向けになっていくゲーム機市場に対する反省から、真に「家庭用」のゲームを作るためにスピンアウトして設立した会社である。社長となった中川克也はファミリーコンピュータの開発の中心人物（元任天堂業務部技術課長）であった。
新世代社はベンチャー企業として滋賀県からの援助を受け、4年の歳月をかけてXaviXチップを開発し、それによって2000年頃から「家庭用体感型ゲーム」という新たなジャンルのゲーム市場を切り開いた。2004年には任天堂のファミリーコンピュータのようなコンシューマーゲーム機としてXaviXPORTを販売したが、体感が売りであるため、あえてゲーム機ではなくフィットネス機器として売り出した。
しかし、新世代社のスピンアウト元である任天堂がNINTENDO64・ニンテンドー ゲームキューブと2世代続けてゲーム機のシェア争いに敗れた反省と、市場全体に目新しいゲームが生まれず広がり始めたマンネリへの打開策が求められていたことから、2006年、体感型コントローラーであるWiiリモコンを採用したゲーム機Wiiを市場に投入した。Wiiの大ヒットによって、新世代社は体感ゲーム機の市場シェアを奪われた。さらに2007年、任天堂はXaviXPORTと類似したフィットネス用周辺機器Wii Fitを投入した。大手の任天堂が直接競合する製品をリリースしたことで、新世代社は市場から撤退せざるを得なくなった。
新世代は市場撤退後、人体の運動状態を測定して運動量やカロリー消費などを測定できる動作分析システムの開発を行っていたが、業績回復には至らず、同時に資金繰りも悪化。このため新世代は、2022年2月17日に大津地方裁判所から破産手続開始決定を受けた。負債総額は約30億円。

## 仕様

### XaviX（主に玩具の体感ゲームで使用）
- CPU : CISCプロセッサ@21MHz（6502カスタム）
- グラフィック : 
  - コンポジットビデオ信号出力（NTSC/PAL）
  - ピクセル解像度：256×224ピクセル
  - 同時発色数：約24,000色中256色
  - スプライト：256個
  - テキストスクリーン（バックグラウンドスクリーン）：2面
  - ウィンドウマスク機能
- サウンド : 
  - 16チャンネル同時再生可能なPCM音源
  - エンベロープ機能搭載
- I/O及び周辺 : 
  - DMA(Dynamic Memory Access)機能
  - マウスインターフェース×2
  - 汎用タイマ×1
  - アナログ入力×6（8ビットADC搭載）
  - タブレットインターフェース
- 外部メモリインターフェース : 
  - アドレスバス：24ビット（最大96Mビットのメモリを接続可能）
  - データバス：8ビット

### SuperXaviX（主にXaviXPORTのゲームで使用）
- CPU : CISCプロセッサ@43MHz（65816カスタム、XaviX CPU互換命令セット＋拡張命令セットをサポート）
- グラフィック : 
  - コンポジットビデオ信号出力（NTSC/PAL/PAL-M）
  - ピクセル解像度：最大720×448ピクセル（インターレース時）
  - 同時発色数：約20,000色中512色
  - スプライト：256個
  - テキストスクリーン（バックグラウンドスクリーン）：2面
  - ビットマップスクリーン：1面
  - ウィンドウマスク機能
- サウンド : PCM音源（16ch同時再生可能、エンベロープ機能搭載）
- I/O及び周辺 : 
  - DMA(Dynamic Memory Access)機能
  - マウスインターフェース×2
  - ライトガンインターフェース×2
  - 汎用タイマ×1
  - アナログ入力×6（8ビットADC搭載）
  - タブレットインターフェース
- 外部メモリインターフェース : 
  - アドレスバス：27ビット（最大768Mビットのメモリを接続可能）
  - データバス：8ビット／16ビット（メモリ毎に選択可能）
  - ページモード付きのメモリをサポート

### XaviX-2（3Dゲーム等に最適化）
- CPU : RISCプロセッサ@98MHz（オリジナルアーキテクチャ）
- ジオメトリエンジン : 行列積，座標変換，ライティング等の処理が可能
- グラフィック : 
  - コンポジットビデオ信号出力（NTSC/PAL/PAL-N/PAL-M/NTSC4.43）
  - ピクセル解像度：最大720×576ピクセル（PALインターレース時）
  - 拡大縮小スプライト，ポリゴン（グーローシェーディング／テクスチャマッピング）表示可能
  - テクスチャマッピングにおけるパースペクティブコレクト機能
  - スプライト，ポリゴンに対するバイリニアフィルタ機能
  - アルファブレンディング機能
- サウンド : ステレオPCM音源（64ch同時再生可能、ハードウェアによるエコー／リバーブ機能、デジタル補間フィルタ搭載）
- I/O及び周辺 : 
  - マウスインターフェース×4
  - ライトガンインターフェース×4
  - プログラマブル・シリアルインターフェース×2
  - 汎用タイマ／カウンタ×2
  - アナログ入力×4（10ビットADC搭載）
  - リクエストキュー付きDMA(Dynamic Memory Access)機能
- 外部メモリインターフェース : 
  - アドレスバス：30ビット（最大8Gビットのメモリを接続可能）
  - データバス：8ビット／16ビット（メモリ毎に選択可能）
  - ページモード付きのメモリをサポート
  - NAND型フラッシュEEPROM互換インターフェースをサポート

## 競合製品
2004年当時、体感ゲームが遊べる汎用のプラットホーム（ゲーム機）は存在せず、体感ゲームが遊べるゲーム機はプラグ&プレイ型のゲーム玩具のみだったが、当時は児童用の体感ゲーム玩具に汎用SoCを搭載するのはコスト的に難しく、またグラフィック性能的にも無理だったことから、独自アーキテクチャを採用した体感ゲーム玩具専用のSoCが各社で盛んに開発され、それらを採用したアプリケーションも多くあった。XaviXと同時代に開発されたプラグ&プレイ型体感ゲーム玩具用のSoCとしては、ハドソンとコナミが共同開発した「POEMS」や、株式会社コトとLSI Logicが共同開発した「ZEVIO」などが挙げられる。
しかし、2006年にはWiiが発売され、また2010年にはkinectなども発売されるなど多数のソフトが発売され、家庭用ゲーム機で体感ゲームブームが起こると、プラグ&プレイ型体感ゲーム機のブームは終了した。また、同時期よりスマホブームに乗って高性能なARM系の汎用SoCが安価に市場に供給されるようになるに至って、体感ゲーム機専用SoCは淘汰された。
競合製品の登場は、新世代株式会社の経営破綻の遠因ともなった。
- 「POEMS」は、ハドソンとコナミが共同開発したゲーム用SoC。POEMSを採用したコナミの「PLAY-POEMS」シリーズは、XaviXを採用したバンダイの「Let's! TV プレイ」シリーズとともに2000年代中頃のプラグ＆プレイ体感ゲーム玩具の市場を牽引した。

- 「ZEVIO」は、株式会社コトとLSI Logicが共同開発し2006年に発表したゲーム用SoC。株式会社コトは、任天堂で『ゲーム&ウオッチ』や『ゲームボーイ』などを開発した横井軍平率いる開発チーム(任天堂製造本部開発第一部)のメンバー数名がスピンアウトして設立した会社であり、Xavixを開発した新世代株式会社（任天堂製造本部開発第二部からのスピンアウト組）と似た経歴を持つ。同時にコト社は、他社からの受託開発をメインにするという点でも新世代社と共通しており、コト社が新世代社から受託を奪う例があった。例えばバンダイの「Let's TVプレイ」シリーズの『バトル体感かめはめ波』シリーズは、『ドラゴンボールZ バトル体感かめはめ波2 〜オッスおめぇ悟空 天下一武道会〜』まではXaviX（XaviX-2）を採用した新世代社の作品であるが、『ドラゴンボールZ スカウターバトル体感かめはめ波』以降はZEVIO（ZEVIO 1020）を採用したコト社の作品である。

なおZEVIOは、元々はコト社が香港Vtech社から受託開発していた教育ゲーム機「V.Flash」用のSoCとして、かつて任天堂でゲームボーイを開発した経歴を持つコト社の技術者数名がLSI社と共同開発した、ARM9ベースのSoCである。処理能力は150万ポリゴン/sと、5000円-1万円程度のゲーム玩具のSoCでありながら初代プレイステーションを遥かに上回る3D性能を持っていた。V.Flashは、受託開発した製品が実際にVtech社からリリースされたという点では成功したと言えるが、V.Flash自体の対応ソフトは11本と、商業的に成功したとは言い難い。2006年にZEVIOアーキテクチャの最初の製品である「ZEVIO 1020」をリリースした時点では、LSI社においてはV.Flash以外の様々なアプリケーションでの採用を視野に入れた次世代ZEVIOの開発も進んでいたが、2007年にLSI社はコンシューマ部門をMagnum Semiconductor社に売却してコンシューマビジネスから撤退した。一方で、コト社からは多くのアプリケーションがリリースされた。
- Wii - 任天堂が2006年に発売したゲーム機。累計1億台を超える大ヒットとなり、プラットホームとして同梱の「Wiiリモコン」や「ヌンチャク」などを用いた様々な体感ゲームソフトが発売された。さらに2007年発売の『Wii Fit』に同梱された周辺機器のバランスWiiボードは3200万台以上を出荷し、こちらも様々な対応ソフトが発売された。

- kinect - マイクロソフトが2010年に発売したゲーム機用周辺機器。Xbox 360で体感ゲームソフトが遊べる周辺機器として、北米を中心に3500万台が出荷された。